# ジム・コマンド
ジム・コマンド (GM COMMAND) は、「ガンダムシリーズ」のうち宇宙世紀を舞台とする作品に登場する架空の兵器。有人操縦式の人型機動兵器「モビルスーツ (MS)」のひとつ 。初出は、1989年発売のOVA『機動戦士ガンダム0080 ポケットの中の戦争』。
作中の軍事勢力のひとつである地球連邦軍の量産型MS、ジムの改良型である。
本記事では、『0080』に登場する関連機体であるジム寒冷地仕様のほか、外伝作品などに登場するバリエーションについても記述する。

## 概要
短期間でMSを最前線へ配備するため、基本設計を無視する形で廉価版として量産されていたRGM-79 ジム前期生産型（または先行量産型）に代わるものとして、基本設計により忠実な機種の数々が一年戦争終盤に開発され、主に後期生産型と呼ばれた。その一種がジム・コマンドとジム寒冷地仕様である。
本機のスペックは、数値上ではRX-78 ガンダムと同等以上であるが、これらの設定の誕生経緯には紆余曲折があり、登場当初の『0080』の劇中では生かされず、従来のジムと同様のやられ役となっている（この件については、統合整備計画も参照）。前期生産型との大きな差異として、頭部や胸部に代表される外部装甲やランドセルの形状と、レーザー通信機の搭載による通信機能の向上が挙げられる。また、ビームサーベルの形状や取り付け位置、シールドの形状も変更されている。

## 設定解説
OVA『機動戦士ガンダム0080 ポケットの中の戦争』ほかに登場する、地球連邦軍の量産型MS。ジム・コマンド コロニー戦仕様と呼称することもある。
一年戦争末期におけるジムのバリエーション。次期量産機のデータ取得を目的としており、早期の大量生産を重視して本来のスペックからデチューンがなされていた前期生産型ジムではなく、設計通りのスペックで作られた後期生産型ジムがベースとなっている。基礎設計はオーガスタ基地、生産のメインはルナツー工廠で行われた。ジェネレーターや外装形状の大幅な変更によって前期生産型のジムとは比べ物にならない性能向上を見せており、試作機のRXナンバーとも遜色がない。
主にスペースコロニーや地上拠点での防衛に配備された。宇宙用のGS型や狙撃用のSP型は、この機体がベースとなっている。
武装
コロニー壁面を破損しないようビーム兵器ではなく実体弾式のブルパップ型マシンガン＝90mmジムマシンガン（型式番号：HWF GMG・MG79-90mm）を装備している。この武器は、後に制作された映像作品『機動戦士ガンダム 第08MS小隊』『機動戦士ガンダム0083 STARDUST MEMORY』『機動戦士ガンダム MS IGLOO』に登場した前期型ジムやジム改も装備している。
劇中での活躍
『0080』第1話で、中立コロニー群サイド6・リボーコロニーの内部に威力偵察で進入したジオン軍のMS部隊を迎撃する姿が描かれている。映像中ではザクII改に数機が撃墜される一方、戦果はバーナード・ワイズマン（バーニィ）操縦のザクII改に損害を与え、放棄させたのみである。その後、第6話（劇中時間では約2週間後）で故障したザクII改を修理するため、バーニィによってパーツを取り外される本機の残骸が登場する。
第4話で連邦軍の強襲揚陸艦グレイファントムから出撃した機体は、本機と同様のカラーリング（クリーム色と黒色）のジム・スナイパーIIである（脚部の形状から判別できる）。
書籍『MS ERA 0001〜0080 ガンダム戦場写真集』には、ジオン軍によって鹵獲使用されている機体が登場。シールドは六角形の前期型、カラーリングはザク系のグリーンとなっている。
ゲーム『機動戦士ガンダム外伝 THE BLUE DESTINY』では、後述の宇宙戦仕様のGS型と同じ塗装が施された機体が登場。バックパックの形状や寒冷地仕様のD型のものに似たシールドなど、細部が異なる。ユウ・カジマら第11独立機械化混成部隊所属機のほか、ムービー中で撃破された機体が何機か存在する。
デザイン
デザインは出渕裕。もともとジムの改良型としてデザインされている。準備稿での名称は「ジムコマンドカスタム」で、決定稿（設定画）の時点で「ジム・コマンド」と記載されている。

## バリエーション

### ジム・コマンド宇宙戦仕様
OVA『機動戦士ガンダム0080 ポケットの中の戦争』に登場する、地球連邦軍の量産型MS。
広範囲の宇宙空間での戦闘用として配備された。主な改修はアポジモーターの増設、宇宙用に燃料容量の増加。
武装
高威力のビーム・ガンを装備している。旧型に比べて威力は向上しているが、連射性は劣るとされる。連射性を重視したジム・ライトアーマーのビーム・ライフルと酷似したデザインのビームガンも計画された。また、標準的な90mmブルパップ・マシンガンを装備した機体もある。
劇中での活躍
『0080』第2話で、中立コロニー群サイド6・リボーコロニー周辺宙域にてジオン軍のMS部隊と戦闘する姿が描かれている。ザクII改をビームサーベルで撃破する一方、ゲルググJ（イェーガー）やリック・ドムIIに撃墜されている。
OVA『機動戦士SDガンダム Mk-IV』収録の「夢のマロン社「宇宙の旅」」では、ジャブロー攻略戦と同時期に地球近傍の宇宙空間でジオン軍のMS部隊と交戦する姿が描かれており、宇宙世紀世界へ迷い込んできたマロン社の宇宙船ガブスレイ号と衝突している。
OVA『機動戦士ガンダム戦記 アバンタイトル』では、連邦軍の主人公ユーグ・クーロが本機を駆ってア・バオア・クー攻防戦に参加し、リック・ドムやゲルググキャノンらを次々と撃破したうえ、ビグロをも撃墜している。
ゲーム『機動戦士ガンダム外伝 THE BLUE DESTINY』では、主人公ユウ・カジマが蒼く塗装された機体を駆ってア・バオア・クー攻防戦に参加したという設定になっているが、ゲームのエンディング画面に映っているのは通常タイプのジムである。
ゲーム『機動戦士ガンダム スピリッツオブジオン』では、ソロモン攻防戦に登場し、不死身の第四小隊のアルファ・A・ベイト、ベルナルド・モンシア、チャップ・アデル搭乗の機体らや、サウス・バニング隊長搭乗のジム・スナイパーII、ジオンの修羅の双星と交戦する。
その他
デザインは出渕裕。ゲームなどの一部作品では、コロニー戦仕様カラーに塗られたGS型が存在する。ゲーム『ガンダム無双』シリーズでは『0080』から唯一、単独で参戦している。

#### ジム・コマンド（ムラサメ研究所仕様）
スマートフォンゲームアプリ『機動戦士ガンダム U.C. ENGAGE』のイベント「アムロシャアモード」に登場。名称は便宜的なものである。
ムーバブル・フレームおよび全天周囲モニター・リニアシートを備えた機体であるが、外観やカラーリングはジム・コマンドと変わりない。宇宙世紀0081年に日本の鳥居がある海岸でムラサメ研究所の所員が見守るなか、アムロ・レイ大尉が搭乗して同じ外観のジム・コマンドと模擬戦をおこない、勝利する。

#### ジム・コマンド改
漫画『機動戦士ガンダム C.D.A. 若き彗星の肖像』に登場する、地球連邦軍の量産型MS。ジム・コマンド（外宇宙戦仕様）と呼称することもある（型式番号：RGM-79GS）。
ジム・コマンドの外宇宙戦仕様機であり、外装の変更やバーニアの強化のほか、OSにはアムロ・レイの操縦データが組み込まれている。そのため、パイロットの負担が大きい反面、射撃に対する回避性能は劇的に向上されている。宇宙世紀0081年、アクシズにて発生した地球連邦小惑星機動艦隊襲撃事件において投入され、アクシズ側を敗北寸前にまで追い詰めている。

#### ジム・コマンド "ハンマーヘッド"
漫画『ダブルフェイク アンダー・ザ・ガンダム』に収載されている「It's a wonderful world」に登場する、地球連邦軍の試作型MS。
ガンダムタイプの頭部を持つジム・コマンドの実験機であり、トリコロールで塗装されている。具体的な機体性能や実験目的は不明。建設中のコロニー内での試験運用中に墜落事故が発生し、それを察知したジオン軍の襲撃に遭うが、宇宙空間に不慣れな正規パイロットのフジ・ミカ曹長に代わって民間人のダリー・ニエル・ガンズが搭乗し、ジオン軍を撃退している。

#### ジム・コマンド宇宙用（サンダーボルト版）
漫画『機動戦士ガンダム サンダーボルト』に登場。

### ジム・コマンド・ライトアーマー
2015年以降は「機動戦士ガンダム0080 ポケットの中の戦争 MSV」に分類されている地球連邦軍の量産型MS（型式番号：RGM-79GL）。
RGM-79L ジム・ライトアーマー同様、ジム・コマンドを軽量化することでの機動性の向上が図られ、運用方法も一撃離脱戦法に限定されている。また、カラーリングも踏襲されてオレンジと白の彩色となっているが、RGM-79Lよりも薄いオレンジとなっている。また、下腕部や脛の部分、腰部も白いといった違いがある。本来はRGM-79Lのリファインに過ぎないという下記の事情もあり、頬部ダクトやオプチカルシーカーの有無、胴体部の形状など、ジム･コマンドとの共通項は少ない。
デザインの初出は1989年発売のバンダイのプラモデルキット『1/144 RGM-79GS ジム･コマンド宇宙用』の組立説明書。デザイナーは福地仁。「ライトアーマー」とのみ記載されており、この時点では他のキットの説明書に登場する画稿同様『0080』風にリファインされたジム・ライトアーマーで、『1/144 RGM-79G ジム･コマンド』の組立説明書に記載された同じく福地仁による「前期量産型」ジムのデザインに準拠している。そのため独自の型番の設定もなく、長らく各種書籍にも収録されていなかった。
2007年2月発売の『ガンダムウォー』第18弾「戦慄の兵威」においてカード化された際、独自に別機種として「ジム・コマンド・ライトアーマー」の名称と「RGM-79GL」の型式番号が付記された。その後、『機動戦士ガンダム 戦場の絆』、『機動戦士ガンダム オンライン』にもジム・ライトアーマーの上位機種として登場している。『機動戦士ガンダムMS大全集』（アスキー・メディアワークス刊）では2015年版に初めてジム・ライトアーマーとは別機種として収録され、「機動戦士ガンダム0080 ポケットの中の戦争 MSV」に分類されている。
背部のデザインは不明だったが、ゲーム『戦場の絆』に登場した際は、バックパックにバーニアが4基設置されているジム寒冷地仕様のものに近いデザインだった。以降のゲーム作品はこのデザインに準じている。
装備は、ゲーム『戦場の絆』『ガンダムオンライン』ではジム・コマンド宇宙用と同型のビームガン、ジム・コマンドと同型のブルパップ・マシンガン、ハンドグレネード、ビームサーベルなどが使用可能となっている。イラストでは頭部バルカン砲とうかがえる開口部が存在するが、使用不可。
ゲーム『機動戦士ガンダム バトルオペレーション2』では、ジム・コマンド宇宙戦仕様用の連射性重視のビームガン、機体カラーに合わせて塗装されたジム・コマンドと同様のシールド、ハンドグレネード、ビーム・サーベルを装備しており、頭部にバルカン砲を備える。

### ファントムシステム搭載機（仮称）
漫画『アウターガンダム』に登場する地球連邦軍の試作型MS。正式名称は不明。
MSの自律無人運用を目的とした「無人機（ファントム）システム」のゼファーガンダムに続く実験機で、ジム・コマンドをベース機としている。ファントムシステムを搭載しているほか、武装も通常のジム・コマンドのものとは異なり、実弾火器であるメインアームと、ランチャーなどを有するバックパックを装備している。
宇宙世紀0079年末に東京都臨海部副都心に配備されていたが、ジオン軍の潜水艦を警戒して起動中、周囲のインテリジェントビルの磁場がファントムシステムに使用されていたアクティブ・バイオチップ (ABC) に干渉し、暴走する。連邦軍の攻撃ヘリコプターや東京の都市防衛網と交戦した後、上陸したマッド・アングラー級潜水母艦「ヴォークト」所属のズゴックEによって撃破された。

### ハイブースト・ジム
小説『機動戦士ガンダム ブレイジングシャドウ』に登場（型式番号：RGM-79GB）。
移動速度の向上を目指してジム・コマンドを基に開発された機体で、ランドセルを通常のジムのものに換装し、脚部にブースターユニットが追加された。その結果、移動速度の向上には成功したものの、引き換えに回避性能が低下している。武装としてビームサーベルのほか、ピクシーのサブマシンガンを発展させたYF81-MP100マシン・ピストル2丁を装備。
試作機は宇宙海賊「シュテンドウジ」の手に渡り、セリア・ハウザーの乗機となった。なお、シュテンドウジによって新たに腰部にもジオン系のブースターが追加されている。

### スターク・ジム
漫画『機動戦士ガンダムF90 ファステストフォーミュラ』に登場。
宇宙世紀0093年冬、コロニー公社はスペースデブリや隕石を迎撃してコロニーを防衛するため、アナハイム・エレクトロニクス (AE) 社から当時最新鋭の（プロト・）スタークジェガンの購入を打診する。しかし連邦軍の、「シャアの反乱」直後に「スペースノイド」である同公社に最新鋭MSを供与することは危険との判断により阻止される。公社はあきらめず、エンゲイスト・ロナ議員を通じて同機の3連装ミサイル・ランチャーのみの購入を認めさせることに成功する。
ミサイル・ランチャーの搭載母機には、一年戦争後にほとんどが民間に払い下げられ、作業用中古市場の価格も安定しているジム・コマンドが選択され、モノトーンマウス社が改装を担当する。主任設計者はダリー・ニエル・ガンズで、ジムIII改装用キットの一部を流用し、ジェネレーターをジムIIのものに換装、バックパックをガンダムMk-IIのものに変更している。膝から下はジムIII用のパーツを装着し、隕石迎撃に必要な運動性と推力を確保している。頭部カメラアイ・ユニットは当時の水準のものにアップデートされ（一説によればジェガン装甲強化型のものを流用）、隕石を正確に捉えるため複合センサーとFCSの集合体となった頭部は大型化している。カラーリングは濃淡オレンジを基調とする。
0116年、建造中の隕石迎撃衛星トリムールティを隕石から防衛するため、少なくとも1機が配備されるが、オールズモビルの襲撃に巻き込まれ、迎撃に回るも撃破される。ジムIIのビーム・ライフルとジム・コマンドのシールドを携行。核ミサイルも装備していたが使用されていない。のちにサナリィにも納入され、一部は核運用能力を排除された上で第13実験船団に配備され、第1次オールズモビル戦役にも参加するが、火星軌道上の戦闘で全滅する。

## ジム（D型）
型式番号：RGM-79D。RGM-79ジムの後期生産型に分類される。オーガスタ基地にて開発され、ジム・コマンドのベース機となった。後述のジム寒冷地仕様はこのD型に寒冷地用の措置を施したタイプとされる。胴体部や腕部、脚部などのアウトラインはジム・コマンド系と共通する部分が多く、バックパックはジム改と同型となっている。頭部は頬部ダクトがある点以外は前期生産型に近いほか、肘および膝関節にも前期生産型と同じくフィールドモーターを内蔵した蝶番のモールドがある。
増設したスラスター推力により、対ドム用機体として活躍した。

### ジム寒冷地仕様
OVA『機動戦士ガンダム0080 ポケットの中の戦争』に登場。地球連邦軍が開発した量産型MS。拠点防衛用として、北極基地などの地球上の寒冷地へ配備されている。
寒冷地用のチューンとして、機体各所には既存の車両や航空機の運用ノウハウに基づいた氷結対策、防寒処理が施されている。また、荒天が数日にもわたって続くことの多い寒冷地における部隊の生存性を確保するため、一年戦争時の地上用MSとしては破格の通信能力を持つ。
白色と黒色に彩色されており、イギリスのステン短機関銃に似た円筒形の本体と左へ突き出したフォアグリップ兼用マガジンが特徴的な専用のマシンガンを武装とする。また、前期生産型のものと同形状の六角形シールド（十文字の紋章は省略されている）も設定画稿が用意されたが、アニメのストーリー中ではまったく登場しなかった。これは、RGM-79G ジム・コマンドやRX-78NT-1でも同様で、これらの機体はシールドの設定画がありながら劇中では使用されずに終わっている。
劇中での活躍
『0080』第1話冒頭で、北極基地を襲撃したジオン軍サイクロプス隊のMSに応戦すべく「ブラウン隊」を始め複数の機体が登場。熟練パイロットが操縦するハイゴッグに圧倒され多くの被害を出すものの、シャトル発射阻止のために突出してきたハイゴッグ1機を撃破して任務を遂行する。うち2機は、ジム・コマンドのブルパップ・マシンガンを携行している。
玉越博幸によるコミカライズ版によれば、ブラウン隊所属機は4機。いずれも専用のブルパップ・マシンガンを携行。
寒冷地仕様としてではない本機が登場する作品もあり、OVA『機動戦士SDガンダム Mk-IV』収録の「夢のマロン社「宇宙の旅」」では、後述のGS型と同様のカラーリングのD型が登場し、ジャブロー攻略戦で撃破されている。また、漫画『機動戦士ガンダム外伝 THE BLUE DESTINY』では、D型＝対ドム用性能向上型として登場し、塗装はGS型と同じものと、それをパワード・ジムのようなオレンジ系に変更したものがある。さらに、ゲーム『ジオニックフロント 機動戦士ガンダム0079』では、ジムの性能向上型として登場し、名称はRGM-79G ジム・コマンドになっている。

設定の変遷
デザインは出渕裕が担当した。当初はアクア・ジムとしてデザインされていた。『0080』製作当初、第1話冒頭に登場するジムは、初代『機動戦士ガンダム』に登場したジム（大河原邦男：画）の外見をリファインしただけのものであり、設定上は塗装のみ寒冷地用に塗り直されている同一のものとされていた。しかし、『0080』第1巻の発売直前、このジムは初代に登場したジムそのものではなく性能向上されたものであるという設定に変更された。
その他
『0080』発表当時は、バンダイからインジェクションプラモデルキットは発売されず、2003年7月にはハイグレード・ユニバーサルセンチュリー (HGUC)シリーズで1/144スケールのキットが発売された。